# Giovanni Toti
Giovanni Toti (ur. 7 września 1968 w Viareggio) – włoski dziennikarz telewizyjny, wydawca serwisów informacyjnych i polityk, poseł do Parlamentu Europejskiego VIII kadencji, w latach 2015–2020 prezydent Ligurii.

## Życiorys
W 1996 został stażystą w redakcji Studio Aperto, serwisem informacyjnym stacji Italia 1, wkrótce został redaktorem działu politycznego. Następnie jako profesjonalny dziennikarz związany z koncernem mediowym Mediaset pracował przy programie Videonews i Liberitutti. W 2007 został zastępcą agenta prasowego koncernu, w 2009 wicedyrektorem, a w 2010 dyrektorem Studio Aperto. W 2012 został również redaktorem naczelnym i wydawcą serwisu informacyjnego TG4 w stacji Rete 4. W 2014 zrezygnował ze wszystkich stanowisk, angażując się w działalność partii Forza Italia jako jej doradca polityczny. W maju tego samego roku z ramienia FI uzyskał mandat eurodeputowanego. W maju 2015 został natomiast wybrany na urząd prezydenta Ligurii. Z powodzeniem ubiegał się o reelekcję we wrześniu 2020.
W sierpniu 2019 założył ugrupowanie (pod nazwą Cambiamo!), a w 2021 dołączył do nowej formacji Coraggio Italia. W 2022 został liderem stronnictwa Italia al Centro.
Od maja 2024 przez blisko trzy miesiące przebywał w areszcie domowym w związku z wszczętym przeciwko niemu postępowaniem dotyczącym korupcji. W międzyczasie w lipcu 2024 zrezygnował ze stanowiska prezydenta Ligurii.